# Anita Skorgan
Anita Skorgan, född 13 november 1958 i Göteborg, är en norsk sångare och låtskrivare. Skorgan har deltagit i Eurovision Song Contest fyra gånger som sångare, en gång i bakgrundskören och en gång som textförfattare och kompositör. Dessutom har hon varit med i norska Melodi Grand Prix tolv gånger.
Hon har varit gift med sångaren Jahn Teigen 1984–1987.

## Diskografi (urval)
Album
- Til en venn (1975)
- Du er nær meg (1976)
- Tänk på mej (1976)
- Young Girl (1977)
- Speider...Si det med toner (1978)
- Anita Skorgan (1978)
- Ingen vei tilbake (1979)
- Krama dej (1979)
- De fineste (1980)
- Pastell (1981)
- Cheek to Cheek (med Jahn Teigen) (1983)
- Karma (1985)
- White Magic (1986)
- Basic (1990)
- Julenatt (1994)
- Gull (2001)
- Julenatt (2008)
- Hele veien (2009)
- På gyllen grunn (2011)
- La høsten være som den er (2013)

Singlar på norska singellistan
- "Casanova" (1977, #4)
- "Oliver" (1979, #6)
- "Adieu" (med Jahn Teigen) (1982, #3)
- "Friendly" (med Jahn Teigen) (1983, #2)